# PZL.37 Łoś
Die PZL.37 Łoś (Elch) war ein zweimotoriger Bomber des Herstellers Państwowe Zakłady Lotnicze (Staatliche Luftfahrt-Werke), Warschau. Bei Beginn des Zweiten Weltkrieges war sie eines der modernsten Muster der Luftstreitkräfte Polens.

## Entwicklung und Produktion
Im Oktober 1934 legten die Staatlichen Luftfahrt-Werke beim Luftfahrtministerium den Entwurf eines von Jerzy Dąbrowski bereits 1930 entwickelten fortschrittlichen Mitteldecker-Bombers mit Einziehfahrwerk vor und erhielten daraufhin den Auftrag, drei Prototypen zu bauen. Die erste Maschine mit der Bezeichnung PZL.37/I (Nr. 72.1) war mit zwei bei PZL in Lizenz gebauten Triebwerken Bristol Pegasus XIIB sowie einem konventionellen Leitwerk ausgestattet und flog erstmals Ende Juni 1936. Es erging daraufhin ein Serienauftrag über 30 Flugzeuge, die bis 1938 als PZL.37A Łoś A ausgeliefert wurden, von denen die letzten 20 jedoch unter der Bezeichnung PZL.37A bis bereits das Doppelleitwerk des in der Zwischenzeit erprobten zweiten Prototyps PZL.37/II erhielten. Später erhielten diese Maschinen eine Doppelsteuerung und wurden zur Ausbildung von Bomberbesatzungen verwendet.
Ende 1938 erschien die leistungsstärkere PZL.37B mit Bristol-Pegasus-XX-Triebwerken (jeweils 925 PS), verändertem Cockpit und doppelt bereiftem Hauptfahrwerk. Ursprünglich wurden von dieser Version für die Luftstreitkräfte Polens 150 Stück geordert, später wurde die Bestellung jedoch auf 100 Maschinen reduziert. Die Auslieferungen begannen im Frühjahr 1938.
Als das neue Muster 1938 auf der Luftfahrtausstellung in Belgrad und dem Pariser Luftfahrtsalon der Öffentlichkeit vorgestellt wurde, ergingen Anfang 1939 sofort Aufträge für die Maschine aus dem Ausland. Für die Exporte wurden zwei mit französischen Motoren ausgerüstete Versionen entwickelt: die mit zwei je 1.000 PS starken Gnome-Rhône 14N01 ausgerüstete PZL.37C für Bulgarien (15 Stück) und Jugoslawien (20 Stück) sowie die Variante PZL.37D mit zwei Gnome-Rhône 14N20/21 (1.000 PS) für Rumänien (30 Stück) und die Türkei (20 Stück), wo das Muster zudem in Lizenz gebaut werden sollte (15 Stück), wozu es aber nach dem Ausbruch des Krieges nicht mehr kam. Belgien erwarb eine Produktionslizenz, die vor dem Kriegsbeginn nicht mehr genutzt werden konnte, und Griechenland bestellte 20 Exemplare des Bombers. Zudem äußerten Dänemark, Finnland und Estland Interesse am Erwerb einer Lizenz oder einer Stückzahl dieser Flugzeuge. Bedingt durch den deutschen Einmarsch kamen aber nur die Lieferungen an Rumänien zustande.
Insgesamt wurden 92 Maschinen aller Varianten produziert.

## Einsatz

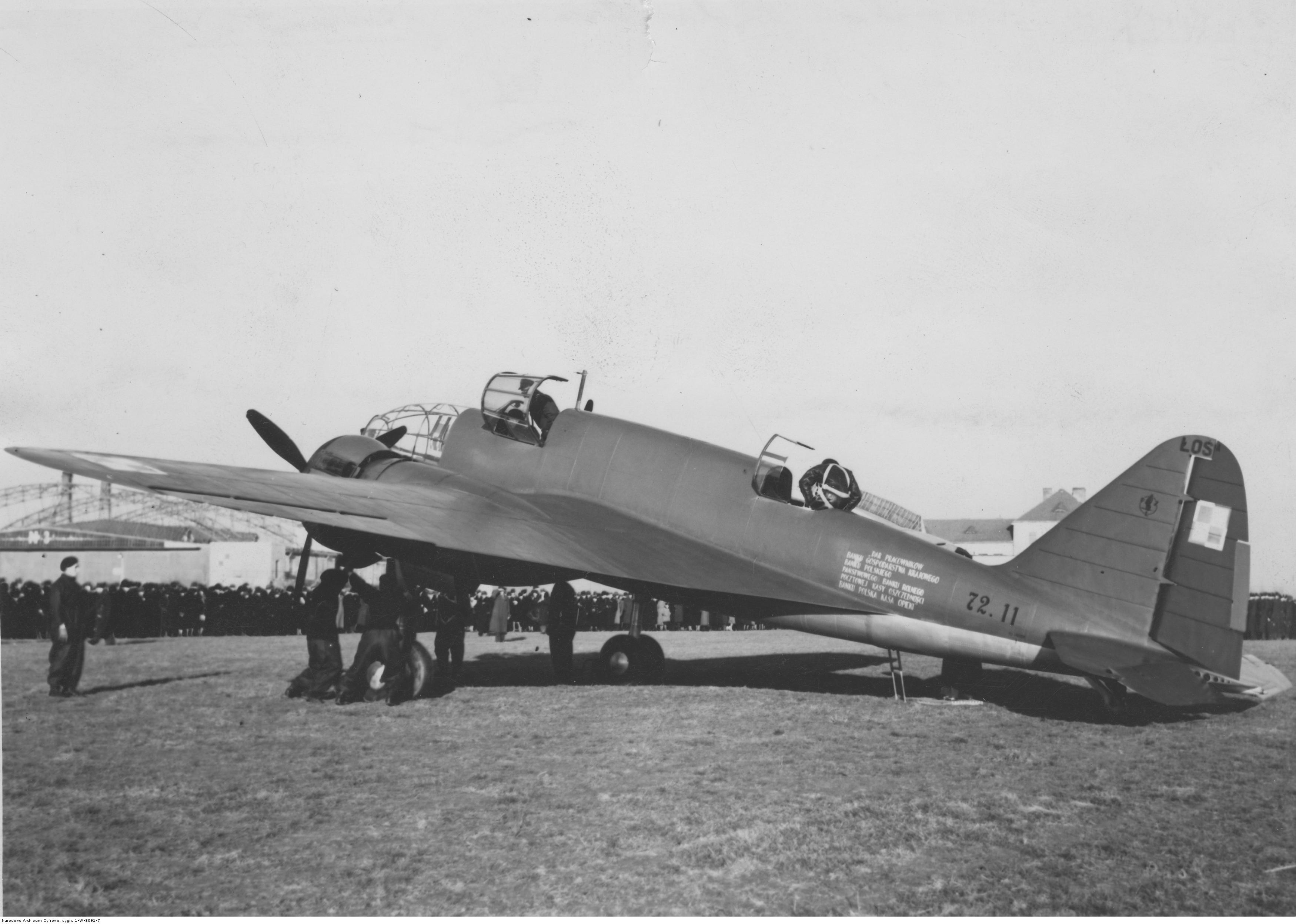
Eine noch mit dem einfachen Seitenleitwerk ausgerüstete PZL.37A des ersten Bauloses

Aus den ersten 31 von den für die polnischen Luftstreitkräfte georderten PZL.37 wurde das Trainingsgeschwader 213 gebildet.
Die neu aufgestellte Bomber-Brigade, die dem unmittelbaren Kommando des Stabschefs unterstand, setzte sich aus den beiden Divisionen X und XV zusammen und wurde mit insgesamt 36 Łoś B ausgerüstet. Sie wurden auf vier Staffeln zu je neun Maschinen verteilt (Staffeln 211 und 212 in der Division X, Staffeln 216 und 217 in der Division XV).
Zum Zeitpunkt des deutschen Überfalls auf Polen verfügten die polnischen Luftstreitkräfte also de facto über 66 Łoś, von denen allerdings nur 46 vollständig ausgerüstet waren und an den Kampfhandlungen teilnahmen. Diese Flugzeuge führten 30 Aufklärungsflüge und 100 Bombenangriffe durch, wobei auf die deutschen Angreifer insgesamt etwa 124 Tonnen Bomben abgeworfen wurden. Der erste Kampfeinsatz erfolgte am 4. und 5. September 1939 gegen ein deutsches Panzerkorps in der Region von Częstochowa (deutsch Tschenstochau), das dabei schwere Verluste erlitt und seinen Vorstoß abbrechen musste. Während der Kampfhandlungen gelang es den Bordschützen der PZL.37, insgesamt fünf deutsche Flugzeuge abzuschießen, darunter zwei Bf 109 und eine Bf 110. Bei den Kämpfen gegen die deutschen Truppen und durch Angriffe auf die polnischen Flugplätze gingen 26 PZL.37 verloren. Das Deutsche Reich und die Sowjetunion erbeuteten intakte Maschinen, die von den Luftstreitkräften dieser Länder getestet und als Kriegsbeute ausgestellt wurden.
Diejenigen Flugzeuge, welche die Kampfhandlungen überstanden hatten, wurden dem Zugriff der Deutschen entzogen und nach Rumänien geflogen. Insgesamt überflogen (zusammen mit den bedingt kampffähigen Maschinen des Trainingsgeschwaders) 50 PZL.37A und B die rumänische Grenze. Die Rumänen beschlagnahmten die Flugzeuge und internierten die Besatzungen. Letztere fanden den Weg nach Frankreich. Die PZL.37 hingegen wurden in die Luftstreitkräfte Rumäniens integriert und noch bis August 1944 vor allem gegen die sowjetischen Truppen an der Ostfront eingesetzt.

## Weiterentwicklung
Als einzige Weiterentwicklung der PZL.37 erschien die PZL.49 Miś („Teddybär“), die stärkere Triebwerke (je 1400 PS) und stärkere Bordwaffen (z. B. eine 20-mm-Oerlikon-Kanone) erhielt und insgesamt 3000 kg Bomben tragen konnte. Der einzige Prototyp der PZL.49 wurde beim Herannahen der deutschen Truppen zerstört.

## Technische Daten
| Kenngröße             | PZL.37B | PZL.37D |
| --------------------- | --- | --- |
| Besatzung             | 4 | 4 |
| Flügelspannweite      | 17,93 m | 17,93 m |
| Länge                 | 12,92 m | 12,92 m |
| Höhe                  | 5,09 m | 5,09 m |
| Flügelfläche          | 53,50 m² | 53,50 m² |
| Flügelstreckung       | 6,0 | 6,0 |
| Leermasse             | 4935 kg | 5200 kg |
| Startmasse            | maximal 8880 kg | maximal 9000 kg |
| Antrieb               | zwei luftgekühlte Sternmotoren Bristol Pegasus XX | zwei luftgekühlte Sternmotoren Gnome-Rhône 14N21 |
| Leistung              | je 925 PS / 690 kW | je 1030 PS / 772 kW |
| Höchstgeschwindigkeit | 445 km/h in 3400 m Höhe | 460 km/h in 4600 m Höhe |
| Dienstgipfelhöhe      | maximal 5900 m | maximal 7900 m |
| Reichweite            | 1500 km mit 2200 kg Bombenlast | maximal 1600 km |
| Bewaffnung            | zwei 7,7-mm-MG vom Typ Wz. 37 Szczeniak (im Bug und hinten unten) ein 7,7-mm-MG vom Typ Vickers (hinten oben) mit insgesamt 1632 Schuss                 | zwei 7,7-mm-MG vom Typ Wz. 37 Szczeniak (im Bug und hinten unten) ein 7,7-mm-MG vom Typ Vickers (hinten oben) mit insgesamt 1632 Schuss                 |
| Abwurfmunition        | maximal 2580 kg Bombenlast (Bomben zu 50, 110 und 300 kg) in Rumpf- und Tragflächenschächten zwei 12-kg-Leuchtbomben Wz. 35 unter den Triebwerksgondeln | maximal 2580 kg Bombenlast (Bomben zu 50, 110 und 300 kg) in Rumpf- und Tragflächenschächten zwei 12-kg-Leuchtbomben Wz. 35 unter den Triebwerksgondeln |

## Einsatzländer
- Polen
- Rumänien

## Vergleichbare Muster
- Frankreich: Lioré & Olivier LeO 451, Amiot 351, Bloch MB.175, SNCAC NC.150
- Vereinigtes Königreich: Bristol Blenheim
- Vereinigte Staaten: North American B-25 Mitchell, Martin 167 Maryland
- Deutsches Reich: Dornier Do 17, Heinkel He 111
- Königreich Italien: Savoia-Marchetti SM.79, Cant Z.1007
- Japan: Mitsubishi G3M
- Niederlande: Fokker T.V
- Sowjetunion: Tupolew SB